# 石抹乞児
石抹 乞児（せきまつ キル、? - 1267年）は、モンゴル帝国に仕えた契丹人の一人。子は石抹狗狗。

## 概要
石抹乞児は石抹高奴の孫にあたる。1223年（癸未）、チンギス・カンが威寧に至ると、石抹高奴は西京（大同府）の有力者劉伯林・夾谷常哥らとともにモンゴルに降り、千戸・遙授青州防禦使の地位を授けられた。また、1229年（己丑）の金朝平定戦にも従軍して「征行千戸｣となったが、間もなく亡くなった。
石抹高奴の息子が石抹常山で、父の地位を継いで千人隊長となった石抹常山は1243年（癸丑）に総管の地位を継いだが、程なくして早世した。石抹常山の死後は息子の石抹乞児が跡を継ぎ、万戸諸翼軍馬を率いて都元帥ネウリンの重慶府・瀘州・叙州侵攻に従い功績を挙げた。また、クドゥが臨洮で叛乱を起こすと、石抹乞児がモンゴル・漢人連合部隊を率いてこれを討伐した。至元2年（1265年）、都元帥の按敦に従って潼川に移り、至元4年（1267年）9月には蓬渓寨を攻めたがそこで亡くなった。

## モンゴル帝国の四川駐屯軍
- 成都等路万戸府(成都路)…耶律禿満答児・汪嗣昌一族・劉恩一族
- 嘉定万戸府(嘉定府路)…テムル・ブカ一族
- 保寧万戸府(広元路)…石抹不老一族・汪惟簡一族
- 順慶等処万戸府(順慶路)…不明
- 重慶五路守鎮万戸府(重慶路)…郝和尚バアトル一族
- 夔州路万戸府(夔州路)…石抹狗狗一族
- 叙州万戸府(叙州路)…不明